# Oslo String Quartet
Das Oslo String Quartet, auch Oslo strykekvartett, wurde 1991 gegründet. Es zählt zu den namhaften Klangkörpern Skandinaviens und gastiert in Europa, Israel und den Vereinigten Staaten. Das Streichquartett hat zwei Schwerpunkte, die Kammermusik Skandinaviens und jene aus Wien (Haydn, Mozart, Beethoven, Schubert sowie Hugo Wolf, Alban Berg, Erich Wolfgang Korngold und György Ligeti).

## Geschichte, Repertoire
1994 zählte das Ensemble zu den Finalisten der prestigeträchtigen International String Quartet Competition in London, die alle drei Jahre in der Wigmore Hall stattfindet. Die Musiker spielen regelmäßig in Konzertsälen und auf Festivals in ganz Skandinavien, sie gastieren in Europa und Israel. 2005 erfolgte ihr US-Debüt, in der Carnegie Hall von New York. Im Grunde hat das Quartett drei Schwerpunkte, deren erster der logischste ist, Kammermusik Norwegens und der anderen skandinavischen Staaten. Bekanntheit erlangten sie mit den Komplett-Einspielungen der Streichquartette von drei skandinavischen Komponisten – ihres Landsmanns Edvard Grieg (1994), des Dänen Carl Nielsen (1999) und des Schweden Wilhelm Stenhammar (2009). Zum ständigen Repertoire zählten lange Jahre auch Voces intimae, das Streichquartett in d-Moll op. 56 von Jean Sibelius, das bekannteste kammermusikalische Werk des finnischen Komponisten. Die Musiker stellten im Lauf ihrer langen Karriere aber auch viele unbekannte Werke der Streichquartettliteratur Norwegens vor – in Konzerten und auf Tonträgern, beispielsweise Klaus Egge, David Monrad Johansen, Johan Kvandal, Knut Nystedt, Johan Svendsen und Fartein Valen. Dazu kommen noch Werke der Gegenwartskomponisten Magnar Åm, Alfred Janson, Ragnar Søderlind und Lasse Thoresen. Sie haben auch keine Berührungsängste gegenüber der Popmusik und spielen beispielsweise eine Instrumentalversion eines Lieds von ABBA, was einen Hörer zum Kommentar verleitete, „Abba never sounded any better“.
Logisch ergibt sich für jedes Streichquartett weltweit der Griff zu Werken aus Wien, denn ein guter Teil der Literatur stammt einerseits von Komponisten der Wiener Klassik, andererseits von jenen der Wiener Schule der Moderne. Die Gruppierung spielt fallweise Mozart und Schubert, häufig Haydn und fast immer und überall Beethoven. Von Schubert spielen sie die Streichquartette Der Tod und das Mädchen und die späte Nr. 15 in g-moll. Anlässlich des 15-jährigen Bestehens des Streichquartetts im November 2006 präsentierten die Musiker das Projekt The Beethoven Code, acht Konzerte mit allen Streichquartetten Beethovens im Bibliotheksgebäude der Universität Oslo. Aus dem 20. Jahrhundert spielt das Ensemble beispielsweise die Lyrische Suite von Alban Berg oder das Streichquartett Nr. 1 von György Ligeti.
Eine gewisse Logik hat auch der dritte Schwerpunkt, das Beste von überall – aus Großbritannien Brittens Quartett No. 1, aus Frankreich Debussy’s Quartett No. 1 in g-moll, aus Böhmen Smetanas Streichquartett Nr. 1 e-Moll, Aus meinem Leben. Das Ensemble ist offen für Experimente und ungewöhnliche Venues. Anfang Oktober 2012 spielten sie ein office concert [Bürokonzert] im Architekturbüro Snøhetta. Sie überraschten mit einem vielfältigen und populären Programm, durchaus untypisch für ein Streichquartett, einer der Humoresken von Antonín Dvořák, dem Traditional Blacksmith’s Reel, Rolf Wallins Kuriosenkabinett, dem Eurovision-Song-Contest-2009-Siegersong Fairytale von Alexander Rybak oder Neal Heftis The Kid From Red Bank. Großen Zuspruch fanden ihre Konzerte für Kinder, in deren Rahmen sich Are Sandbakken auch als Schauspieler und Sänger vorstellte.

## Mitglieder
- Geir Inge Lotsberg, Violine
- Per Kristian Skalstad, Violine (bis 2007), Liv Hilde Klokk (ab 2008)
- Are Sandbakken, Viola
- Øystein Sonstad, Violoncello

## Aufnahmen (Auswahl)
CD Projekte sind Werken folgender Komponisten gewidmet: Edvard Grieg, David Monrad Johansen, Knut Nystedt, Klaus Egge, Fartein Valen, Johan Kvandal, Alfred Janson, Carl Nielsen, Magnar Åm, Lasse Thoresen, Ragnar Søderlind, Johan Svendsen, Jean Sibelius, Hugo Wolf, Ketil Stokkan, Hugo Wolf und Alban Berg. Aus dem Jahr 2003 stammt die CD Faller oppover [Nach oben fallen], sie enthält Quartettbearbeitungen aus den Bereichen Pop, Jazz und lateinamerikanische Lieder.

## Preise, Auszeichnungen
- 1998 Interpreten des Jahres, ausgezeichnet von der Norsk Komponistforening, der Norwegischen Komponistenvereinigung
- 2000 Musikkritikerprisen
- 2007 Gammleng-Preis
- 2013 Spellemannprisen in der Kategorie Klassische Musik – für das Album The Schubert Connection